# Каим (приток Устюбы)
Каим — река в России, протекает по Алтайскому району Алтайского края. Устье реки находится в 8 км по левому берегу реки Устюба. Длина реки составляет 16 км.

## Данные водного реестра
По данным государственного водного реестра России относится к Верхнеобскому бассейновому округу, водохозяйственный участок реки — Катунь, речной подбассейн реки — Бия и Катунь. Речной бассейн реки — (Верхняя) Обь до впадения Иртыша.